# Chloracris brullei
Chloracris brullei är en insektsart som beskrevs av Francois Jules Pictet de la Rive och Henri Saussure 1892. Chloracris brullei ingår i släktet Chloracris och familjen vårtbitare. Inga underarter finns listade i Catalogue of Life.